# 大竹貫一
大竹 貫一（おおたけ かんいち、1860年4月2日（安政7年3月12日） - 1944年（昭和19年）9月22日）は、日本の政治家。衆議院議員、貴族院勅選議員。族籍は新潟県平民。

## 経歴
越後国蒲原郡中之島村（現:新潟県長岡市中之島）で、大庄屋・大竹英治の六男として生まれる。若槻元輔、長善館（吉田町粟生津）の鈴木惕軒に漢学を学ぶ。1873年、新潟学校に入り、1874年に官立新潟英語学校に入学し、土木工学を専攻したが、1876年8月に中退した。
1880年、中之島村会議員に就任（1912年まで在任）。南蒲原郡会議員、新潟県会議員も務め、刈谷田川改修工事、大河津分水路工事の実現に尽力し、「大竹宗」と呼ばれた強い選挙基盤を確立した。
1894年3月、第3回衆議院議員総選挙に新潟県第四区から出馬して当選。その後、第4回から第5回、第7回から第14回まで、第16回から第20回総選挙でも当選し、衆議院議員を通算16期、34年10ヵ月務めた。1905年9月5日、河野広中らと日比谷公園で日露戦争の講和条約ポーツマス条約に反対する集会を開催し、それが暴動の引き金となったため（日比谷焼打事件）、大竹は検挙され起訴されたが1896年4月に証拠不十分で無罪となった。日露事件の功のため勲四等に叙し旭日小綬章を賜る。第一次世界大戦後には、普選運動に尽力し普通選挙法の実現に貢献した。
大日本協会、進歩党、同志倶楽部、憲政会、革新倶楽部、革新党などを経て1932年、国民同盟に転じる。
1938年2月14日、貴族院勅選議員に任じられ衆議院議員を退職。1939年、支那事変（日中戦争）処理方針の意見書を提出し、同年12月4日、貴族院議員を辞職した。藍綬褒章を賜る。1944年9月22日、自宅で逝去した。

## 人物
大竹家32代である。大地主で、土地の名望家だった。1874年、家督を相続した。
趣味は書画、骨董。宗教は真宗。住所は新潟県南蒲原郡中之島村。

## 家族・親族
大竹家
- 父・鳳羽（ほうう、新潟平民）[5][6][7]
- 母・タタ（1829年 - ?、新潟、小柳浄雲の長女）[7]
- 兄・皛七郎[5]
  - 同三男・興亜（1884年 - ?、東京、喜谷喜和の入夫となり、市郎右衛門と改名）[19]
- 弟・俶友（1872年 - ?、分家）[5]
  - 同妻・ミサノ（東京、西澤之助の長女）[19]
- 妻・ツネ（1862年 - ?、新潟、久須美秀三郎の従妹）[7]
- 男・郁太郎（1882年 - ?）[5][6]
- 長女・フサ（1880年 - ?、新潟、大竹住啓の妻）[5][6][7]
- 二女・ハル（1884年 - ?、新潟、丸山豊治郎の弟茂治の妻）[5][6]
- 三女・ヤイ（1888年 - ?、東京士族、西村政枝の養子）[5][6]

親戚
- 喜谷市郎右衛門（東京府多額納税者、薬種商）
- 丸山豊治郎（高田日報社社長、衆議院議員）
- 従兄弟の曾孫に女優の大竹しのぶがいる[20]。

## 伝記
- 伝記編纂会『大竹貫一先生小伝』大竹貫一伝記編纂頒布会、1953年。